# Histoire de la Vallée d'Aoste
La Vallée d'Aoste est la plus petite des régions d'Italie. Située à l’extrême nord-ouest du pays, frontalière de la Savoie et de la Haute-Savoie en France, et du Valais en Suisse, elle est une des cinq régions autonomes constituées au sein de la République italienne en 1948.
Elle se caractérise par son particularisme linguistique. Avec une population utilisant à l'origine une langue gallo-romane, l'arpitan ou francoprovençal (dans sa variante dialectale valdôtaine), la Vallée d’Aoste devient officiellement francophone en 1561 (les procès-verbaux officiels du Conseil des Commis passent du latin au français dès 1536). Elle est soumise à une politique d'italianisation forcée mise en place par le régime fasciste de Mussolini, pour évoluer ensuite vers son statut de bilinguisme officiel actuel, avec le français et l'Italien comme langues officielles et l'arpitan comme langue régionale.

## Antiquité
La Vallée d’Aoste où des mégalithes datant de 2 000 ans av. J.-C. ont été trouvés notamment à la frontière avec la France, comme par exemple ceux du cromlech du Petit-Saint-Bernard, est habitée au Ve siècle av. J.-C. par le peuple des Salasses. En 25 av. J.-C., elle est conquise par les Romains qui fondent Augusta Prætoria Salassorum, aujourd’hui Aoste. La vallée, importante d’un point de vue militaire, est stratégique pour le contrôle des points de passage que constituent les cols du Petit et du Grand-Saint-Bernard. Les deux routes, appelées en latin respectivement Alpis Graia et Summus Pœninus, se croisaient à Augusta Prætoria, et formaient la Route des Gaules. D'autres agglomérations furent fondées tout au long de la vallée, telles que Carême (Quadragesima Galliarum, c'est-à-dire « près de la quarantième pierre milliaire de la route des Gaules »), où se situait le payement des droits de passage, Quart (Ad quartum lapidem, c'est-à-dire « près de la quatrième pierre milliaire »), Chétoz (Ad sextum lapidem, c'est-à-dire « près de la sixième pierre milliaire »), Nus (Ad nonum lapidem, c'est-à-dire « près de la neuvième pierre milliaire »), Diémoz (Ad decimum lapidem, c'est-à-dire « près de la dixième pierre milliaire »), qui indiquaient la distance à partir d'Aoste. D'autres bourgades et postes militaires étaient Verrès (Vitricium), Châtillon (Castellio), ou des fundi, tels que Charvensod (Calventianus), Gressan (Gratianus) et Jovençan (Joventianus). Les colons Aymus et Avilius ont donné le nom à Aymavilles («  villa d'Aymus »).

## Le Moyen Âge
Après la fin de l'Empire romain, du fait de sa position stratégique, la Vallée d'Aoste fait l’objet de multiples convoitises. Elle est successivement conquise par de nombreux peuples et incluse dans leur royaume : les Burgondes au Ve siècle, suivis par les Ostrogoths, elle est brièvement récupérée par les Byzantins avant d'être occupée par les Lombards. Au VIe siècle elle est incorporée dans le royaume des Francs de Gontran.
En 575 fut proclamée la paix entre le roi mérovingien de Bourgogne et d'Orléans Gontran et les Lombards. Les Francs se réservèrent le contrôle des cols alpins, les Lombards durent céder la vallée d'Aoste et le val de Suse. La frontière entre le royaume des Burgondes et la Lombardie fut fixée à Pont-Saint-Martin. Ce changement d'orientation vers Lyon et Vienne fut fixé dans la toponymie, où l'on rencontre souvent Martin de Tours, ainsi que Denis de Paris (Saint-Denis) et Remi de Reims (Saint-Rhémy-en-Bosses).
La Vallée d’Aoste fait ensuite partie de l’Empire carolingien puis du royaume de Haute-Bourgogne en 879 et enfin du second royaume de Bourgogne en 933 avant de devenir, vers 1024, un comté contrôlé par Humbert-aux-blanches-mains comte de Maurienne qui octroie des franchises à la région, reprises notamment par la Charte des franchises de 1191 par le comte Thomas Ier.
Compte tenu des caractéristiques naturelles de la région, la noblesse féodale a longtemps un poids prépondérant dans l’histoire politique et sociale et les nombreux forts et châteaux sont les centres de la vie politique, économique et culturelle en plus de leur fonction militaire. La principale famille féodale est la maison de Challant d’où sont issus les vicomtes d’Aoste dès le début du XIe siècle. Le premier vicomte révélé par les sources est vers 1100 Boson Ier. L'un de ses successeurs, Ebal Ier de Challant renonce à ce titre en 1295 au profit de la maison de Savoie.
Dès lors, le sort de la Vallée d’Aoste est lié à la maison de Savoie. Le comte Édouard le Libéral est le premier à s'intituler « duc d'Aoste » et à transformer le fief en duché à qui il accorde d'ailleurs une large autonomie. Des baillis représentent le comte de Savoie. À partir du XIVe siècle, le bailli est parfois dénommé « podestat ».

## La Renaissance
En 1496 la dignité  de « Gouverneur et de lieutenant du duché d’Aoste » est instituée qui fait perdre de l’importance au poste du bailli. C’est de cette époque que date la Chronique de la maison de Challant, la première œuvre historiographique connue sur la Vallée d’Aoste, écrite par Pierre Du Bois.
En 1536, à la suite de l'invasion des territoires des États de Savoie par François Ier (ils seront occupés jusqu’en 1559 à l’exception de la Vallée d’Aoste, du comté de Nice, du pays de Vaud, occupé par les Bernois qui y resteront jusqu'en 1798, et du Chablais savoyard, occupé par les Valaisans et restitué en partie en 1569) le Conseil des Commis est institué. L’année suivante, un premier traité de neutralité est signé entre le Val d’Aoste et François Ier le 4 avril 1537. Ce traité sera renouvelé cinq fois jusqu'en 1558 : avec le même roi le 1er mars 1538 et le 16 septembre 1542 puis avec son successeur Henri II les 29 janvier 1552, 15 mars 1554 et 23 décembre 1556.
Le duc Emmanuel-Philibert, rétabli dans les États de Savoie en 1559 à la suite des traités du Cateau-Cambrésis déclare par l’édit de Rivoli du 22 septembre 1561, le français langue officielle en remplacement du latin pour la partie ouest de son duché et la Vallée d’Aoste. Le 15 juin 1588 entre en vigueur le « Coutumier » compilation en six livres et 4262 articles, des coutumes du Duché d'Aoste, c'est-à-dire des normes, règlements et jurisprudences transmises jusqu'alors oralement.

## XVIIeetXVIIIesiècles
En 1630, la peste touche la population, tuant deux tiers des habitants. À la fin du siècle et au début du suivant, la Vallée d’Aoste est occupée deux fois par les troupes françaises.
Au cours de la guerre de la Ligue d'Augsbourg du 18 juin au 6 juillet 1691, une armée composée de 1 000 dragons et de 5 000 fantassins sous le commandement du lieutenant-général le marquis Charles Fortin de la Hoguette, tué en 1693 lors de la bataille de Marsaglia, envahit la Vallée par La Thuile et Pré-Saint-Didier. Aoste est occupée le 20 juin et une colonne pousse jusqu'à Montjovet.
En 1704, pendant la guerre de succession d'Espagne, Louis XIV est de nouveau opposé à Victor-Amédée II de Savoie et le maréchal de France, Louis d'Aubusson, duc de La Feuillade, après avoir envahi la Savoie franchit le col du Petit-Saint-Bernard et le 28 septembre, il atteint Morgex. Claude-Hyacinthe le Sénéchal de Carcado est nommé gouverneur d'Aoste. Après un combat décisif, la bataille de Turin le 8 septembre 1706, et une nouvelle incursion des troupes d'Henri-Eléonor Hurault, marquis de la Vibraye, les troupes françaises évacuent la Vallée d'Aoste en octobre 1706. Entre fin août et début septembre 1708, la Vallée d'Aoste doit encore subir une brève invasion des troupes françaises commandées par Denis Simon, marquis de Mauroy.
L’Église catholique, présente avec un clergé nombreux et des monastères, a une sensible influence traditionaliste et réactionnaire sur la population. Elle s'oppose aux mesures inspirées du « despotisme éclairé » prises par Charles-Emmanuel III et par son fils et successeur Victor-Amédée III (suppression du Conseil des Commis, établissement du cadastre sarde…). L’antique législation qui régissait le régime valdôtain est définitivement abolie après la publication à Aoste le 24 novembre 1770 des « Royales Constitutions » et du « Règlement Particulier pour le Duché d'Aoste » du 13 août 1773. Le baron savoyard Aimé-Louis-Marie Vignet des Étoles (1739-1797 ?), est intendant royal d’Aoste de 1773 à 1784. Chargé de mettre en œuvre la politique royale, il est l'auteur en 1778 d’un intéressant Mémoire sur la Vallée d’Aoste.
En 1777, selon le chanoine Pierre-Louis Vescoz, la culture de la pomme de terre est introduite dans la Vallée d’Aoste par le notaire Jean-François Frutaz qui la sème pour la première fois à Châtillon.
En 1792, la cité d'Aoste offre un refuge aux savoyards exilés fuyant leur pays de Savoie envahi par les troupes révolutionnaires françaises. Parmi ces exilés se distingue la famille  de Joseph de Maistre et de son frère Xavier de Maistre, auteur du Lépreux de la Cité d'Aoste ainsi que de son autre frère André-Marie de Maistre, futur éphémère évêque d'Aoste.

## XIXesiècle
Au cours de la Révolution française, l’influence cléricale se maintient. La vallée d’Aoste est envahie dès avril 1794 ; elle est occupée en 1796 lors de l'invasion de l'Italie par Napoléon. Le peintre anglais William Turner, a exposé en 1815 une aquarelle pour marquer la fin de la guerre napoléonienne, intitulée La Bataille de Fort Rock, Val d’Aoste, Piémont, 1796. Elle est conservée à la Tate Britain à Londres.
La Vallée a été annexée « de facto » et enfin « de jure » lorsqu’elle est incluse dans le département de la Doire en 1802. Le diocèse d'Aoste est même supprimé de 1803 à 1817.
La Vallée d'Aoste est rétrocédée en 1814 aux États de Savoie dont elle suit l'évolution vers le libéralisme politique au cours de la première partie du XIXe siècle. Sa dénomination change de la division d'Aoste à l'arrondissement d'Aoste, toujours à l'intérieur de la province de Turin, sans que son territoire change d'extension. Les premières élections se tiennent le 27 avril 1848 et elles désignent Maurice Tercinod syndic d'Aoste (1847-1848) et l'avocat Jean-Laurent Martinet pour représenter la région au Parlement subalpin à Turin. À cette époque des tensions apparaissent entre le clergé conservateur de l'évêque André Jourdain et les libéraux représentés notamment par le chanoine Félix Orsières.
À la suite de la cession de la Savoie à la France en 1860, après la réalisation de l'unité italienne et la fondation en 1861 du royaume d'Italie, la Vallée d’Aoste cherche à conserver ses traditions et spécificités linguistiques et culturelles. À partir de 1880, du fait de la hausse de la natalité commence une forte émigration économique provisoire ou définitive vers la Suisse, la France puis les États-Unis qui se poursuivra jusque vers 1925.

## La période fasciste
Le fascisme a essayé d’italianiser la Vallée d'Aoste, par la suppression des écoles de hameau, entièrement francophones, par l’instauration de l’usage exclusif de la langue italienne dans les bureaux judiciaires (arrêté royal du 15 octobre 1925, no 1796), par la suppression de l’enseignement du français (arrêté royal du 22 novembre 1925, no 2191), par l’italianisation des toponymes (ordonnance du 22 juillet 1939) et la suppression des journaux en français : le Duché d’Aoste, le Pays d’Aoste, la Patrie valdôtaine, et l'usage du français dans la presse. De plus, par l'arrêté royal no 1 du 2 janvier 1927, la Vallée d’Aoste devient la province d'Aoste, incluant aussi une partie du Canavais italophone.
Dans la région s’organise une société secrète pour la défense de l’identité valdôtaine et de l’usage de la langue française, la Ligue valdôtaine, dont le fondateur fut le docteur Anselme Réan, ainsi qu’une activité partisane qui aboutit à la déclaration de Chivasso, signé par les représentants des communautés alpines pour la défense de leur particularisme. Un membre de la résistance, Émile Chanoux, arrêté par la milice fasciste, est assassiné en prison dans la nuit du 18 au 19 mai 1944.

## L’autonomie régionale
Un temps envisagé, le rattachement de la Vallée d'Aoste à la France est abandonné par le Général de Gaulle.
Le premier décret d'autonomie date du 7 septembre 1945. Il est promulgué par le lieutenant général du royaume d'Italie, le prince Humbert de Savoie, l'Italie étant encore sous le contrôle de l'Administration alliée. En particulier, ce décret supprime la province d'Aoste créée en 1927 par le régime fasciste et son préfet, dont les fonctions seront exercées par le président du Conseil de la Vallée. Les régions n'existant pas avant la Constitution de 1948, une « circonscription autonome Vallée d'Aoste » est créée, nantie de la personnalité juridique et d'un nombre remarquable de compétences administratives pour assurer concrètement l'exercice de l'autonomie.
Frédéric Chabod est élu premier président du Conseil de la Vallée d’Aoste en 1946. La république italienne sanctionnera la concession définitive du statut d'autonomie par le biais de la loi constitutionnelle no 4 du 26 février 1948.
Pendant de nombreux siècles, la Vallée d’Aoste a vécu seulement d’agriculture et d’élevage. Avec la profusion de petites propriétés souvent insuffisantes à la subsistance des paysans, ceux-ci furent contraints de se déplacer en France ou en Suisse pour des travaux saisonniers ou émigrer définitivement jusqu'aux États-Unis et en Australie même.
Ce n’est qu’après la Seconde Guerre mondiale qu’on constate une inversion de la tendance démographique et économique, avec un développement touristique et industriel qui produit un phénomène immigratoire. La région, qui a en 2020 une population de 124 000 habitants dont environ 8 000 étrangers, a un revenu parmi les plus élevés d'Italie.